# В неизвестност
„В неизвестност“ (на английски: The Missing) е американски ревизионистки уестърн от 2003 г. на режисьора Рон Хауърд по сценарий на Кен Кауфман, и е базиран на книга The Last Ride, написана от Томас Айдън. Във филма участват Томи Лий Джоунс, Кейт Бланшет, Евън Рейчъл Уд, Джена Бойд, Ерик Швайг и Арън Екхарт.
Филмът е продуциран от „Революшън Студиос“, „Имейджин Ентъртейнмънт“ и „Даниел Остроф Продъкшънс“ и е разпространен от „Кълъмбия Пикчърс“ чрез „Сони Пикчърс Релийзинг“.